# دير جنين
دير جنين هي قرية لبنانية من قرى قضاء عكار في محافظة الشمال. تقع في تجمع للقرى يسمى الدريب الأوسط.
تبعد دير جنين حوالي 125 كلم (77.675 مي) عن بيروت عاصمة لبنان. ترتفع حوالي 390 م (1) (1279.59 قدم - 426.504 يارد) عن سطح البحر وتمتد على مساحة تُقدَّر بـ 584 هكتاراً (5.84 كلم²- 2.25424 مي² (2)).